# Курсегул
Курсегул (фр. Coursegoules) насеље је и општина у Француској у региону Прованса-Алпи-Азурна обала, у департману Приморски Алпи која припада префектури Грас.
По подацима из 2011. године у општини је живело 484 становника, а густина насељености је износила 11,81 становника/km². Општина се простире на површини од 40,98 km². Налази се на средњој надморској висини од 1020 метара (максималној 1.700 m, а минималној 640 m).

## Демографија
| 1962. | 1968. | 1975. | 1982. | 1990. | 1999. | 2011. |
| ----- | ----- | ----- | ----- | ----- | ----- | ----- |
| 132   | 134   | 155   | 201   | 260   | 322   | 484   |

График промене броја становника у току последњих година